# Abina
Abina – żeńskie imię pochodzenia afrykańskiego, wywodzi się prawdopodobnie z Ghany. Jego znaczenie to "urodzona we wtorek". Występuje też w wariantach Abena i Abraba.